# Neobisnius prolixus
Neobisnius prolixus är en skalbaggsart som först beskrevs av Wilhelm Ferdinand Erichson 1840.  Neobisnius prolixus ingår i släktet Neobisnius, och familjen kortvingar. Arten har ej påträffats i Sverige.